# Nitrobacter
Nitrobacter ou Nitrobactéria é um género de bactérias em forma de bastonete. Desempenham um papel importante no ciclo do azoto, oxidando os nitritos do solo em nitratos:
NO2- + ¹/2O2 → NO3- 
Esta ação é chamada de nitratação, essencial para decomposição do material orgânico a ser utilizado pelos vegetais. Essa reação também libera energia, que é utilizada no metabolismo da bactéria.
O pH ótimo desta bactéria é entre 7,3 e 7,5, e conseguem viver em uma temperatura entre 0 e 49 graus Celsius.

## Genómica
- «Nitrobacter Genome Projects» (from Genomes OnLine Database)
- «Comparative Analysis of Nitrobacter Genomes» (at DOE's IMG system)